# Подгородище (Львовская область)
Подгородище (укр. Підгородище) — село в Бобрской городской общине Львовского района Львовской области Украины.
Население по переписи 2001 года составляло 696 человек. Занимает площадь 3,16 км². Почтовый индекс — 81214. Телефонный код — 3263.